# Chirosia forcipispatula
Chirosia forcipispatula este o specie de muște din genul Chirosia, familia Anthomyiidae, descrisă de Xue în anul 2001. Conform Catalogue of Life specia Chirosia forcipispatula nu are subspecii cunoscute.